# Arifin Putra
Arifin Putra, właśc. Putra Arifin Scheunemann (ur. 1 maja 1987 w Moguncji) – indonezyjski aktor filmowy. Rozpoznawalność przyniosła mu rola w filmie Raid 2: Infiltracja.

## Filmografia
| Rok  | Tytuł                                        | Rola           |
| ---- | -------------------------------------------- | -------------- |
| 2008 | Lost in Love                                 | Alex           |
| 2009 | Macabre                                      | Adam           |
| 2009 | Aku Perempuan                                | Marwan         |
| 2011 | Batas                                        | Arief          |
| 2011 | Foxtrot 6                                    | Nidas          |
| 2011 | Hati Merdeka                                 | Captain Sofwan |
| 2011 | Badai di Ujung Negeri                        | Badai          |
| 2013 | Blue Blood                                   | Asep           |
| 2014 | Yasmine: The Final Fist                      | Halim          |
| 2014 | Raid 2: Infiltracja                          | Uco            |
| 2014 | Supernova: Ksatria, Putri, dan Bintang Jatuh | Reuben         |
| 2016 | The Professionals                            | Reza           |